# Kandahar (Film)
Kandahar ist ein US-amerikanischer Actionfilm von Ric Roman Waugh aus dem Jahr 2023 mit Gerard Butler in der Hauptrolle. Nach Angel Has Fallen und Greenland ist es bereits ihre dritte Zusammenarbeit. Der Kinostart in Deutschland erfolgte am 17. August 2023.

## Handlung
Black-Ops-Agent Tom Harris soll undercover das iranische Atomprogramm sabotieren. Durch einen Whistleblower fliegt jedoch seine Tarnung auf, sodass er nach Afghanistan fliehen muss. In Kandahar wartet ein britisches Transportflugzeug, um ihn und den aus den USA eingeflogenen afghanischen Übersetzer Mo in Sicherheit zu bringen. Innerhalb von nur 30 Stunden muss Harris dorthin 400 Meilen überwinden, dabei sind ihm ein iranisches Spezialkommando, die Taliban und verschiedene Geheimdienste aus dem Nahen Osten auf den Fersen.
Am Ende schließt er seine Tochter in die Arme.

## Produktion
Im Juni 2016 verkaufte der ehemalige Militäroffizier Mitchell LaFortune sein Skript Burn Run an Thunder Road Films. Es basiert auf seinen Erfahrungen bei der Defense Intelligence Agency (DIA) in Afghanistan im Jahr 2013 während der Snowden-Enthüllungen. Im Juni 2020 wurde schließlich bekannt, dass Gerard Butler den Film produzieren und die Hauptrolle übernehmen sowie Ric Roman Waugh die Regie übernehmen wird.
Die Dreharbeiten begannen am 2. Dezember 2021 in Saudi-Arabien. Es war die erste US-Großproduktion, die in al-ʿUla und Dschidda gedreht wurde. Im Januar 2022 wurden die Dreharbeiten abgeschlossen. Durch die Aufnahmen in Saudi-Arabien erhielt die Produktion einen Steuererlass der Saudi Film Commission von 40 %.

## Rezeption
Sylvio Constabel schreibt in Deadline, es gebe „spektakuläre Action“ und „waghalsige Verfolgungsjagden durch die Wüste“. Das „semiauthentische Szenario“ von Mitchell LaFortune, der „selbst schon an mehreren Einsätzen des militärischen US-Nachrichtendienstes DIA in Afghanistan dabei war“, würde das „Ganze noch toppen“.